# El Fundi
José Pedro Prados Martín (Fuenlabrada, Comunidad de Madrid, España, 23 de diciembre de 1966), más conocido como "El Fundi" es un torero español.

## Biografía
“El Fundi” inició sus primeros pasos de aprendizaje taurino en la escuela taurina de Madrid "José Cubero Yiyo". Debuta con picadores en su pueblo natal el 17 de septiembre de 1983 y cuatro años más tarde, el 22 de septiembre de 1987, toma la alternativa en Villaviciosa de Odón (Madrid) teniendo como padrino a José Miguel Arroyo “Joselito” y a José Luis Bote como testigo, que le cedieron la muerte del primer toro de su carrera profesional de nombre “Enviado” de la ganadería de D. Antonio Arribas.
En 1988, en plena feria de San Isidro, el 22 de mayo confirma su alternativa en Madrid, siendo “Joselito” y Bote, de nuevo padrino y testigo respectivamente. En la actualidad está ejerciendo como profesor y director de la Escuela de Tauromaquia Madrid Marcial Lalanda (Batán-Casa de campo)
Es el único torero que puede presumir de haber superado los 10 paseíllos en la Plaza de Burgohondo (Ávila), uno de los cosos más exigentes de la geografía española.

## Premios
El 24 de enero de 2009 José Pedro Prados "El Fundi" recibió el premio "Villa Arrocera" de la Asociación Taurina “El Quite de Calasparra", reconociéndolo como el mejor matador de toros y mejor lidiador de la temporada taurina de 2008
El 4 de septiembre del mismo año, se inauguró en Fuenlabrada, su municipio natal, una estatua que rinde homenaje a su trayectoria. El acto, que se realizó en la plaza de los Cuatro Caños, contó con la asistencia del alcalde de la localidad, amigos y vecinos.
En 2011, recibió el premio Carpetania, otorgado por el Partido Popular de Fuenlabrada. En dicho acto los organizadores destacaron la trayectoria profesional del diestro y el amor hacia el municipio que había demostrado durante el transcurso de la misma, llevando su nombre por las plazas de toros de distintos lugares del mundo.
En 2012, y con motivo de su retirada tras 25 años de alternativa, recibió la medalla "Ciudad de Fuenlabrada" por su trayectoria personal y profesional; distinción aprobada por unanimidad de todos los grupos políticos con representación en el ayuntamiento de Fuenlabrada.
En 2013, recibió de manos del presidente de la Comunidad de Madrid, Ignacio González, el premio Cultura de la CAM en la categoría de Tauromaquia. Junto a él, también recibieron esa distinción Joselito y José Luis Bote

## Otras curiosidades
El Fundi colabora y participa en eventos culturales que giran entorno al mundo taurino, como por ejemplo, las Jornadas sobre Ganado de Lidia y Tauromaquia de Pamplona.